# Джеральд Виндзорский
Джеральд или Геральд Виндзорский (англ. Gerald of Windsor; ум. до 1136 года) — англонормандский рыцарь, активный участник нормандского завоевания Южного Уэльса в конце XI — начало XII века, кастелян замка Пембрук и основатель англо-ирландского дворянского дома Фицджеральдов.

## Биография
Джеральд был сыном Уолтера Фиц-Ото, англонормандского рыцаря, кастеляна Виндзорского замка в период правления Вильгельма Завоевателя и хранителя королевских лесов Беркшира. На момент составления Книги страшного суда (1086), Уолтеру принадлежали маноры в Беркшире, Бакингемшире, Хэмпшире и Миддлсексе. С 1087 года Уолтер Фиц-Ото являлся комендантом Виндзорского замка. По одной из версии род Уолтера восходил к англосаксонским тэнам, а матерью Джеральда была валлийка Гвладис верх Риалл.
В 1093 году Джеральд Виндзорский находился на службе у Роджера де Монтгомери, 1-го графа Шрусбери, и в составе его отрядов участвовал в покорении Юго-Западного Уэльса. Нормандским баронам удалось захватить часть Пембрукшира, где был возведён замок Пембрук. Эта территория была передана королём в лен младшему сыну Роджера де Монтгомери, Арнульфу. Вероятно в это же время Джеральд был назначен констеблем (кастеляном) Пембрукского замка. С самого начала завоевания Пембрукшира система организации хозяйства в этой области значительно отличалась от других валлийских владений англонормандских феодалов. Эта территория представляла собой достаточно обширную плодородную равнину, резко ограниченную на востоке возвышенностями, переходящими в отроги Кембрийских гор. После захвата Пембрукшира нормандцами, валлийцы были вытеснены с равнины, а сюда стали активно переселяться английские, а позднее — фламандские колонисты. Уже в первые десятилетия XII века англо-фламандский элемент в Пембрукшире был доминирующим. Это позволяло успешно отражать попытки валлийцев вернуть себе контроль над регионом. Кроме того, замок Пембрук, в то время ещё относительно примитивное сооружение типа «motte and bailey», располагался на выступающем далеко в море скалистом мысу, что было крайне выгодно с оборонительной точки зрения.
Когда в 1094 году в Уэльсе вспыхнуло массовое восстание валлийцев против англонормандской власти, Пембрукшир остался единственной территорией в юго-западном Уэльсе, сдерживающей напор восставших. Кередигион и Кармартеншир были захвачены валлийцами, и Пембрук оказался отрезанным от остальных нормандских владений. В 1095 году валлийские отряды осадили замок Пембрук, однако под руководством Джеральда Виндзорского крепость выстояла. В течение последующих лет земли Пембрукшира неоднократно разорялись валлийцами, но сам замок так и не был захвачен и стал базой для постепенного отвоевания нормандцами своих позиций в юго-западном Уэльсе.

Успехи в Пембрукшире значительно укрепили позиции Джеральда Виндзорского. Около 1100 года он женился на валлийской принцессе Нест верх Рис, дочери Риса ап Теудура, короля Дехейбарта, которая за свою красоту получила прозвище «Елена Валлийская». Одно время Нест была любовницей английского короля Генриха I, от которого родила сына. Когда в 1102 году король разгромил дом Монтгомери, контролировавший Средний и Юго-Западный Уэльс, Джеральд получил ряд земельных владений в Пембрукшире, а также манор Маулсфорд в Беркшире. К востоку от Пембрука, на пути вдоль южного побережья Уэльса, Джеральд возвёл замок Карей, ставший позднее одной из главных резиденций его потомков. 

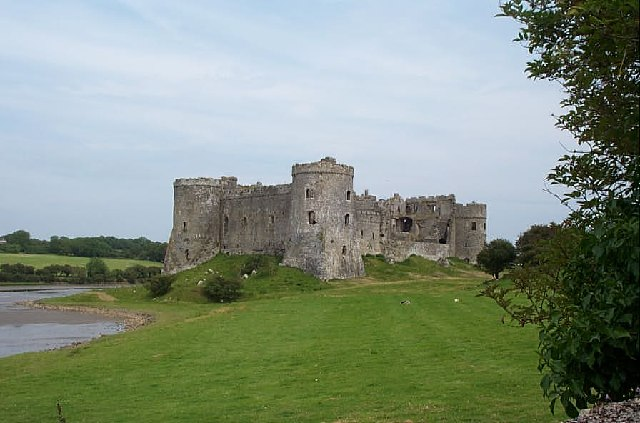
Развалины замка Карей, основанного Джеральдом Виндзорским

В 1109 году замок Карей (по другой версии, замок Килгерран в северном Пембрукшире) был атакован отрядом Оуайна ап Кадугана, принца из валлийского королевского дома правителей Поуиса, который влюбился в Нест, жену Джеральда. Оуайну удалось захватить Нест и увезти её с собой. По легенде, Джеральд спасся от ворвавшихся в замок, спрыгнув в сточную трубу туалета. Похищение Нест привело к конфискации владений Оуайна и его семьи английским королём и почти полной ликвидации королевства Поуис. Нест родила Оуайну двух сыновей, а после его бегства в Ирландию вернулась к Джеральду. В 1114 году Оуайн примирился с королём Генрихом I, но во время похода на Дехейбарт в 1116 году в составе королевской армии, на Оуайна напали люди Джеральда Виндзорского и убили его. О дальнейшей судьбе Джеральда Виндзорского ничего не известно.

## Брак и дети
От брака (ок. 1100) с Нест верх Рис (ум. после 1136), дочерью Риса ап Теудура, короля Дехейбарта, Джеральд Виндзорский имел пятерых детей:
- Уильям Фиц-Джеральд (ум. в 1173), лорд Карей, основатель рода Карей (англ. Carew), существующего до настоящего времени;
- Морис Фиц-Джеральд (ок. 1100 — 1176), один из англонормандских завоевателей Ирландии и основатель дома Фицджеральдов, занимавшего одну из лидирующих позиций в Ирландии с XIII по XIX век.
- Давид Фиц-Джеральд (ум. ок. 1176), архидьякон Кардигана и епископ Сент-Дейвидса;
- Ангаррада, замужем за Уильямом де Барри, мать выдающегося историка Геральда Камбрийского;
- дочь (возможно Гвладис), мать Мило де Когана.